# Matthias Martens
Matthias Martens (* 6. Dezember 1967 in Berlin) ist ein deutscher Fernsehproduzent. Von Mai 2009 bis April 2017 war er Geschäftsführer der Produktionsfirma Vincent TV, die im Jahr 2000 von Sandra Maischberger und Jan Kerhart gegründet wurde. Von Mai 2017 bis August 2018 war er geschäftsführender Produzent bei der TV Plus GmbH. 2019 gründete er zusammen mit Tom Kubischik die Produktionsfirma Timecode Production, 2020 dann die M-ART-ENS Media, dessen alleiniger Geschäftsführer er ist.

## Leben
Nach einem Studium der Bildungs- und Kulturpädagogik in Fulda, arbeitete Matthias Martens ab 1995 als freischaffender Künstler mit erfolgreichen Ausstellungen in Düsseldorf, Hamburg, Berlin und New York. 1999 arbeitete er beim Berliner Radiosender Jazz Radio 101.9 und absolvierte ein Fernstudium zum Radio Marketing Assistent bei der Chris Lytle Radio Association (USA).
Zwischen 2000 und 2009 arbeitete er in verschiedenen Positionen für den privaten Fernsehsender Sat.1. Zuletzt war er dort als Teamleiter und Koordinator für Deutsche Fiction und Koproduktionen tätig und zeichnet u. a. für die Entwicklung und Umsetzung von TV-Formaten wie Die Luftbrücke, Das Wunder von Lengede und Wir sind das Volk sowie Primetime-Serien wie Edel und Starck, Der Bulle von Tölz oder Verliebt in Berlin verantwortlich.
Von 2009 bis 2017 war Matthias Martens Geschäftsführer der Vincent TV GmbH. Als solcher verantwortete er die Produktion verschiedenster TV-Formate, von  Doku-Dramen und Feature-Filmen wie Der gute Göring, Ein blinder Held – Die Liebe des Otto Weidt oder Mata Hari – Tanz mit dem Tod über Dokumentationen (u. a. Killzone USA – Spurensuche in einer waffenverrückten Nation, Wüstenkrieg - Islamisten in der Sahara), Mehrteiler und Reihen (u. a. Länder, Menschen, Abenteuer, Abenteuer Türkei, Die Arabische Halbinsel), Porträts und Reportagen (Mensch Bio, Deutsche Dynastien, Schmidt und Giscard D´Estaing - Eine Männerfreundschaft) bis hin zu erfolgreichen Talkshows wie Menschen bei Maischberger (bis 2015) / Maischberger (seit 2016) und Ich stelle mich. Von Mai 2017 bis August 2018 führte Matthias Martens zusammen mit Michael Heiks  das Team der TV Plus als geschäftsführender Produzent in Hannover und Berlin.
Matthias Martens ist seit 2016 ständiges Mitglied der Grand Jury der New York Festivals TV and Film Awards.

## Auszeichnungen
- 2014: Nominierung Deutsche Akademie für Fernsehen in „Bester Produzent 2014“[6]
- 2014: Auszeichnung mit dem „Seoul International Drama Award“, in der Kategorie „Best Actor Award (Edgar Selge)“
- 2014: Auszeichnung „Grand Remi Winner - 47th. WorldFest Houston“, in der Kategorie „Feature Film – Special Jury Award“
- 2015: Auszeichnung mit der „World Gold Medal“ der „New York Festivals TV and Film Awards“ für Ein blinder Held – Die Liebe des Otto Weidt, in der Kategorie „Best Docudrama“[7]
- 2016: Auszeichnung mit der „World Silver Medal“ der „New York Festivals TV and Film Awards“ für Der gute Göring[8]
- 2016: Auszeichnung als „Grand Remi Winner“ auf dem „WorldFest Houston“ für Der gute Göring, in der Kategorie „Theatrical Feature Film - Historical“
- 2016: Nominierung beim „World Media Festival“ für Der gute Göring in der Kategorie „History & Biography“